# 海野つなみ
海野 つなみ（うみの つなみ、1970年8月9日 - ）は、日本の女性漫画家。兵庫県出身。

## 来歴
1989年に「お月様にお願い」（第8回なかよし新人まんが賞入選）で講談社『なかよしデラックス』からデビュー（作品投稿時のタイトルは『お月様に、お願い。』だったが、雑誌掲載時に編集者の見落としで句読点が抜けてしまった）。講談社の『なかよし』を中心に作品を発表していたが、1997年以降は『Kiss』、『Kiss PLUS』を中心に活動。代表作は『Kissの事情』、『回転銀河』、『逃げるは恥だが役に立つ』など。2015年5月には、『逃げるは恥だが役に立つ』で第39回講談社漫画賞（少女部門）を受賞。

## 作風
ストーリーはもちろん登場人物の心の動きに重点を置いた描写や、従来の少女漫画とは一線を画する設定・テーマ、アイディアの上手さ、言葉選びのセンスに長け、また所々にコアでマイナーなギャグを入れるため、単行本では「ネタ帳公開」としてギャグの解説ページを設けることもある。

## 作品リスト

### 連載
- 学園宝島（1991年、『なかよし』（講談社））
- 彼はカリスマ（1992年 - 1997年、『なかよしデラックス』・『なかぞう』・『Amie』（すべて講談社））
- ロマンスのたまご（1992年、『なかよし』）
- ゆうてる場合か!（1995年、『mimi』（講談社））
- Kissの事情（1997年、『Amie』）
- Telescope Diaries（1998年、『Amie』）
- デイジー・ラック（2000年 - 2001年、『Kiss Carnival』・『Kiss』（すべて講談社））
- 回転銀河（2003年 - 2009年、『One more Kiss』（講談社）・『Kiss』・『Kiss PLUS』（講談社））
- 後宮（原作：「とはずがたり」、2005年 - 2007年、『Kiss』）
- 小煌女（2009年[2] - 2011年、『Kiss』）
- くまえもん（2009年 - 2012年、『デジキス』（講談社））
- 逃げるは恥だが役に立つ（2012年[3] - 2017年[4]・2019年[5] - 2020年[6]、『Kiss』）
- その日世界は終わる（原作を担当、2018年[7]、『Kiss』）
  - 作画：栗原まもる（第1話）、ひうらさとる（第2話）、飛鳥あると（第3話）、樋口橘（第4話）、小原愼司（第5話）、上田倫子（第6話）、TONO（第7話）、なかはら・ももた（第8話）、おかざき真里（第9話）、柘植文（最終話）
- スプートニク（2021年 - 2022年、『フィール・ヤング』2021年5月号[8] - 2022年5月号[9]） - 読み切りから連載化[8]
- クロエマ Chloe et Emma（『Kiss』2022年10月号[10] - ）

### 読切
| 作品名                                       | 掲載誌                                 | 収録コミックス                                                               |
| -------------------------------------------- | -------------------------------------- | ---------------------------------------------------------------------------- |
| お月様にお願い ※デビュー作                   | 『なかよしデラックス』1989年秋の号     | 『恋の熱帯低気圧』                                                           |
| ワクワク。                                   | 『なかよしデラックス』1990年お正月号   |                                                                              |
| SUPER GIRL                                   | 『なかよしデラックス』1990年春の号     | 『ロマンスのたまご』                                                         |
| わたしはフラミンゴになりたい                 | 『なかよし4月号増刊』（講談社）1990年  | 『ロマンスのたまご』                                                         |
| 少年少女ぼよよん無国籍活劇・21世紀盗賊団     | 『なかよしデラックス』1990年夏の号     | 『学園宝島』                                                                 |
| プールサイドの人魚姫                         | 『なかよし』1990年9月号                | 『tsunamix 2』                                                               |
| ぼよよんゴーストバスターズ                   | 『なかよしデラックス』1990年初冬の号   | 『恋の熱帯低気圧』                                                           |
| チャンスをちょうだい                         | 『なかよしデラックス』1991年お正月号   | 『tsunamix 2』                                                               |
| キッスにお願い                               | 『なかよし』1991年5月号                | 『Telescope Diaries』第2巻                                                   |
| メリー・メリー・クリスマス・キッス           | 『なかよしデラックス』1992年お正月号   | 『恋の熱帯低気圧』                                                           |
| 恋の熱帯低気圧                               | 『なかよしデラックス』1992年秋の号     | 『恋の熱帯低気圧』                                                           |
| 西園寺さんと山田くん                         | 『なかぞう』1993年クリスマス号         | 『西園寺さんと山田くん』                                                     |
| ヴァンパイア―朱い夏―                         | 『Monthly mimi』（講談社）1994年9月号  | 『ゴ－ルデン・デリシャス・アップル・シャーベット』                           |
| ローレライは月の夜に                         | 『なかよし』1994年12月号               | 『西園寺さんと山田くん』                                                     |
| 両手に愛をつかめ!                            | 『なかぞう』1995年夏休み号             | 『tsunamix』                                                                 |
| Girly                                        | 『mimi Carnival』（講談社）1996年3月号 | 『ゴ－ルデン・デリシャス・アップル・シャーベット』                           |
| Sweets                                       | 『なかぞう』1996年春休み号             | 『西園寺さんと山田くん』                                                     |
| ゴールデン・デリシャス・アップルシャーベット | 『mimi Carnival』1996年7月号           | 『ゴ－ルデン・デリシャス・アップル・シャーベット』                           |
| 十二夜―クリスマスの十二日―                   | 『なかよし』1997年1月号                | 『tsunamix 2』                                                               |
| 若奥様と僕                                   | 『Monthly mimi』1997年2月号            | 『ゴ－ルデン・デリシャス・アップル・シャーベット』                           |
| はちみつ                                     | 『Kiss』1997年17号                     | 『ゴ－ルデン・デリシャス・アップル・シャーベット』                           |
| シエスタ                                     | 『Kiss Carnival』1999年3月号           | 『デイジー・ラック』第2巻                                                    |
| 奇跡の春                                     | 『Amie』1999年初夏号                   | 『tsunamix』                                                                 |
| Cleaning Beauty                              | 『Kiss Carnival』1999年9月号           | 『ゆうてる場合か!』                                                          |
| たまごやき                                   | 『Kiss Carnival』2001年9月号           | 『tsunamix』                                                                 |
| リフォーム父さん                             | 『One more Kiss』2002年3月号           | 『tsunamix』                                                                 |
| 2番目に好きなひと                            | 『Vanilla』（講談社）2002年6月号       | 『tsunamix 2』                                                               |
| 世界の終わりに君を想う                       | 『Kiss in the dark』（講談社）2002年   | 『tsunamix』                                                                 |
| 豚飼い王子と100回のキス                      | 『Kiss PLUS』2012年7月号・9月号        | 『豚飼い王子と100回のキス』                                                  |
| 排気ダクト                                   | 『モーニング』（講談社）2012年52号     |                                                                              |
| さよなら世界                                 | 『モーニング』2013年50号               |                                                                              |
| Will                                         | 『comicスピカ』（幻冬舎）2015年No.40   | アンソロジー『星の恋物語』 （2015年刊、幻冬舎、原作：石井ゆかり (占星術師)） |
| スプートニク                                 | 『FEEL YOUNG』（祥伝社）2017年11月号   |                                                                              |
| 20万円ガール                                 | 『月刊バーズ』（幻冬舎）2018年2月号    |                                                                              |
| わたしは毛布                                 | 『モーニング』2018年6号                |                                                                              |
| お見合い探偵 帷子ノ辻椥                      | 『別冊花とゆめ』（白泉社）2018年3月号  |                                                                              |

## 単行本リスト
特記のない限り、単行本はすべて講談社。
KCなかよし
- ロマンスのたまご 1993年2月、ISBN 4-06-178741-1
- 恋の熱帯低気圧 1993年7月、ISBN 4-06-178741-1
- 西園寺さんと山田くん 1997年4月、ISBN 4-06-178860-4
- 学園宝島（KCDX） 2010年4月、ISBN 978-4-06-375895-5

AmieKC
- Kissの事情 1997年12月 ISBN 4-06-340010-7 （新装版/KCDX）2011年7月、ISBN 978-4-06-364316-9
- 彼はカリスマ
  1. 1997年10月、ISBN 4-06-340006-9 （新装版/KCDX）2009年6月、ISBN 978-4-06-375726-2
  2. 1998年4月、ISBN 4-06-340017-4 （新装版/KCDX）2009年6月、ISBN 978-4-06-375727-9

- Telescope Diaries
  1. 1998年7月、ISBN 4-06-340023-9
  2. 1999年3月、ISBN 4-06-340031-X

KC Kiss
- ゴールデン・デリシャス・アップルシャーベット 1998年2月、ISBN 4-06-325763-0
- ゆうてる場合か! 2000年1月、ISBN 4-06-325864-5
- デイジー・ラック（2001年 - 2002年、全2巻、新装版2018年、全2巻）
- tsunamix 2005年1月、ISBN 4-06-340527-3
- tsunamix 2 2005年10月、ISBN 4-06-340564-8
- 回転銀河（2003年 - 2009年、全6巻、新装版2018年、全6巻）
- 後宮
  - 壱 2006年5月、ISBN 4-06-340593-1
  - 弐 2006年9月、ISBN 4-06-340611-3
  - 参 2007年1月、ISBN 978-4-06-340630-6
  - 四 2007年6月、ISBN 978-4-06-340651-1
  - 伍 2007年11月、ISBN 978-4-06-340674-0

- 小煌女（2010年 - 2011年、全5巻）
- 豚飼い王子と100回のキス（ワイドKC） 2012年10月、ISBN 978-4-06-337763-7
- くまえもん（ワイドKC） 2012年10月、ISBN 978-4-06-337764-4
- 逃げるは恥だが役に立つ（2013年 - 2020年、全11巻）
- その日世界は終わる（KCDX、原作を担当） 2018年9月、ISBN 978-4-06-513030-8
- Travel journal（KISS KC）2021年9月13日発売、ISBN 978-4-06-524678-8
- クロエマ（KC KISS）
  1. 2023年6月13日発売、ISBN 978-4-06-531837-9
  2. 2024年3月13日発売、ISBN 978-4-06-534905-2

- スプートニク（フィールヤングコミックス）2022年7月8日発売[16]、ISBN 978-4-396-76862-1 ※祥伝社刊

## 人物
近所には自分が漫画家であることを伏せて生活しており、2016年12月19日にNHK総合の『あさイチ』に出演の際には顔出しNGとしてすりガラス越しで出演した。

### ペンネーム
「海野つなみ」というペンネームは投稿を始めた中学2年生の時につけた。津波を連想させることもあり途中で改名を考えたが、当時の担当者や販売部など周囲の関係者に反対され、断念。2011年3月11日に発生した 東北地方太平洋沖地震 に際しては、逆に「海野つなみ」という名前だからこそチャリティ活動にも積極的に参加していきたいと、本人ブログにて発言した。また東日本大震災の被災者を支援するチャリティ活動として他の漫画家と共同で東日本大震災チャリティ同人誌「pray for Japan」で執筆する。

### 阪神・淡路大震災での被災
海野は阪神・淡路大震災で被災している。当時は大阪市に住んでいたが、神戸市での所用を終えて西宮市の実家に滞在中に揺れに見舞われ、実家が半壊した。JR社員の父、看護師の母、通信会社勤務の兄が復興に向けて多忙な日々を送るのを見て自らの境遇に悩んだが、当時既に連載を抱えていたため、ひたすら漫画を描き続けることによって精神状態を保ったと振り返っている。

## メディア出演

### テレビ
- クローズアップ現代+（2016年11月24日、NHK） - 「恋人いらないってホント?出現!“いきなり結婚族”」インタビュー。顔出しは無し
- あさイチ（2016年12月19日、NHK総合テレビジョン） - 「女性リアル 年末SP 『オンナ×働く』モヤモヤ大特集」に出演。本名・顔は非公開。

### ラジオ
- 『逃げるは恥だが役に立つ』大好きジェーン・スーが、原作漫画家・海野つなみ先生に恥を承知で聞いてきた!特番（2016年12月4日、TBSラジオ） - ジェーン・スー 生活は踊る内の特集コーナー[21]
- GOLD RUSH（2016年12月2日、J-WAVE） - 電話での出演
- チキチキ・遠藤 Nami乗りジョニー（2016年12月7日、KBS京都ラジオ） - 電話での出演
- SMILE ON SUNDAY（2016年12月18日、J-WAVE）[22]
- 内田樹&名越康文の辺境ラジオ（2017年4月3日、MBSラジオ - ゲスト出演